# Sean Flynn (Radsportler)
Sean Flynn (* 2. März 2000 in Edinburgh) ist ein schottischer Radrennfahrer.

## Sportlicher Werdegang
Seine Karriere im Radsport begann Flynn im Mountainbikesport, deshalb konzentrierte er sich als Junior aufs Gelände und wurde 2018 Britischer Junioren-Meister sowohl im Cross-Country als auch im Cyclocross. Bei den Olympischen Jugend-Sommerspielen 2018 gewann er zusammen mit Harry Birchill die Bronzemedaille im Combined Criterium, einer Kombination von Rennen auf der Straße und auf dem MTB.
In der Saison 2019 nahm Flynn mit der Nationalmannschaft an mehreren Rundfahrten auf der Straße teil und fand Gefallen daran. Nach dem Corona-Jahr 2020 ohne Rennen wurde er zur Saison 2021 Mitglied in der SEG Racing Academy. Nach deren Auflösung wechselte er zur Saison 2022 zur Swiss Racing Academy, um nach seinem späten Wechsel auf die Straße noch ein Jahr Erfahrung zu sammeln. Neben seinem ersten Sieg auf der ersten Etappe der Istrian Spring Trophy machte er im Verlauf der Saison durch mehr als zehn weitere Top-10-Platzierungen weiter auf sich aufmerksam.
Zur Saison 2023 erhielt Flynn einen Vertrag beim UCI WorldTeam DSM. Bei der Vuelta a España 2023 war er Teil des Teams DSM, das das Mannschaftszeitfahren zum Auftakt der Rundfahrt gewann.

## Erfolge

### Cyclocross
2018
- Britischer Meister (Junioren)

### Mountainbike
2018
- Britischer Meister (Junioren) – Cross-Country XCO

### Straße
2018
- Olympische Jugend-Sommerspiele 2018 – Combined Criterium (mit Harry Birchill)

2022
- eine Etappe Istrian Spring Trophy

2023
- Mannschaftszeitfahren Vuelta a España

2024
- Mannschaftszeitfahren Dänemark-Rundfahrt

## Grand Tour-Platzierungen
| Grand Tour            | 2023 | 2024 | 2025 |
| --------------------- | ---- | ---- | ---- |
| Giro d’ItaliaGiro     | –    | –    | –    |
| Tour de FranceTour    | –    | –    | 134  |
| Vuelta a EspañaVuelta | 116  | –    |      |